# Cryphia iridescens
Cryphia iridescens là một loài bướm đêm trong họ Noctuidae.